# Manolo Pelissero
Manolo Pelissero (Torino, 19 giugno 1950) è un ex pallavolista italiano.
Giocò nel ruolo di schiacciatore.

## Carriera
La carriera di Manolo Pelissero si sviluppò ad alto livello tutta con la maglia della Pallavolo Torino, con la quale esordisce in Serie A1; nei nove anni sotto la Mole vince per due volte il campionato italiano e la prima storica Coppa dei Campioni conquistata da una squadra italiana. Chiude la carriera nel Lasalliano Volley Torino, dove disputa 2 tornei di Serie B 1980-82 (pallavolo maschile) con il ruolo di "giocatore-allenatore".
Tornerà nel 1982 nella sua Pallavolo Torino come vice dell'allenatore Silvano Prandi.

## Palmarès
- Campionato italiano: 2

1978-79, 1979-80
- Coppa dei Campioni: 1

1979-80